# تشارلز تاون لاندينغ
تشارلز تاون لاندينغ (بالإنجليزية: Charles Towne Landing) هي حديقة تاريخية حكومية تقع في تشارلستون، كارولاينا الجنوبية، الولايات المتحدة. تمثل الموقع الذي أسس فيه المستوطنون الإنجليز أول مستوطنة دائمة في كارولاينا عام 1670.

## نبذة تاريخية
في عام 1670، وصل المستوطنون الإنجليز بدعم من ثمانية لوردات ملاك، وقاموا بتأسيس مستوطنة عند نهر آشلي. أُطلق على هذه المستوطنة اسم "تشارلز تاون" تكريمًا للملك تشارلز الثاني ملك إنجلترا، وشكلت النواة الأولى لمدينة تشارلستون الحالية.

## معالم الحديقة
تضم الحديقة العديد من المعالم التي أُعيد بناؤها لتجسيد الحياة كما كانت في القرن السابع عشر، ومن بينها:
- جدار باليساد خشبي يمثل التحصينات الدفاعية الأصلية.
- نسخة طبق الأصل من السفينة التجارية البريطانية "أفينتشر" (Adventure).
- حديقة أثرية تحتوي على مواقع تنقيب محفوظة.
- معارض تفاعلية في مركز الزوار.
- حديقة حيوان تاريخية طبيعية تُعرض فيها حيوانات تمثل الأنواع التي كانت موجودة في منطقة كارولاينا خلال فترة الاستعمار.

## الأنشطة
يمكن للزوار الاستمتاع بجولات تاريخية، ومشاهدة عروض حية، والمشي عبر المسارات الطبيعية، بالإضافة إلى الأنشطة التعليمية المناسبة لجميع الأعمار.

## معلومات عامة
تمت إعادة افتتاح الموقع بعد عملية تجديد واسعة عام 2006، ويُشرف عليه نظام حدائق كارولاينا الجنوبية الحكومية، ويستقبل الزوار على مدار العام.